# De la Vallée
De la Vallée är en släkt från Frankrike, inflyttad till Sverige 1637. En gren av släkten adlades i Sverige 1692, introducerad på nummer 1299.
Släkten inkom till Sverige med arkitekten :
- Simon de la Vallée (död 1642), som blivit anlitad att bygga Riddarhuset. Han blev far till arkitekten
- Jean de la Vallée (1620-1696), som adlades 1692 med bibehållet namn,
- Christoffer de la Vallée, (1661-1700). Ätten slocknade med dennes bror, fortifikationsofficeren
- Magnus Johan de la Vallée (1670-1728)